# Lacuna di Hertzsprung
In astronomia, la lacuna di Hertzsprung (in inglese Hertzsprung Gap) è una zona del diagramma di Hertzsprung-Russell nella quale c'è una carenza di stelle. Il suo nome deriva da Ejnar Hertzsprung, che per la prima volta osservò l'assenza di stelle nella regione del diagramma HR situata tra i tipi spettrali A5 e G0, e tra le magnitudini assolute +1 e -3. 
Corrisponde alla zona che si trova tra la sequenza principale e le giganti rosse per le stelle con una massa di circa 1,5 masse solari. Quando durante la sua evoluzione una stella incrocia la lacuna di Hertzsprung, significa che ha completato la combustione dell'idrogeno all'interno del nucleo, ma non ha ancora iniziato la fusione dell'idrogeno nello shell.
Questa lacuna, o zona vuota, in realtà potrebbe non essere tale. Gli astronomi ipotizzano che le stelle attraversino questa zona del diagramma HR in un tempo piuttosto limitato rispetto alla loro vita totale (poche migliaia di anni, rispetto alle decine di milioni di anni di vita di una stella), e che  per questo il numero di stelle che compaiono stelle in tale regione è estremamente ridotto. Per approfondire la materia si necessitano però maggiori osservazioni.